# Marché Plus
Marché Plus es una cadena francesa de supermercados Superette. La franquicia de su nombre del supermercado es de un pequeño formato en Francia. Es parte del grupo Carrefour. La oficina central se encuentra en Levallois-Perret.
La marca tiene como objetivo estar presente en las ciudades y los barrios urbanos para hacer compras más rápido y más fácil en las ciudades.

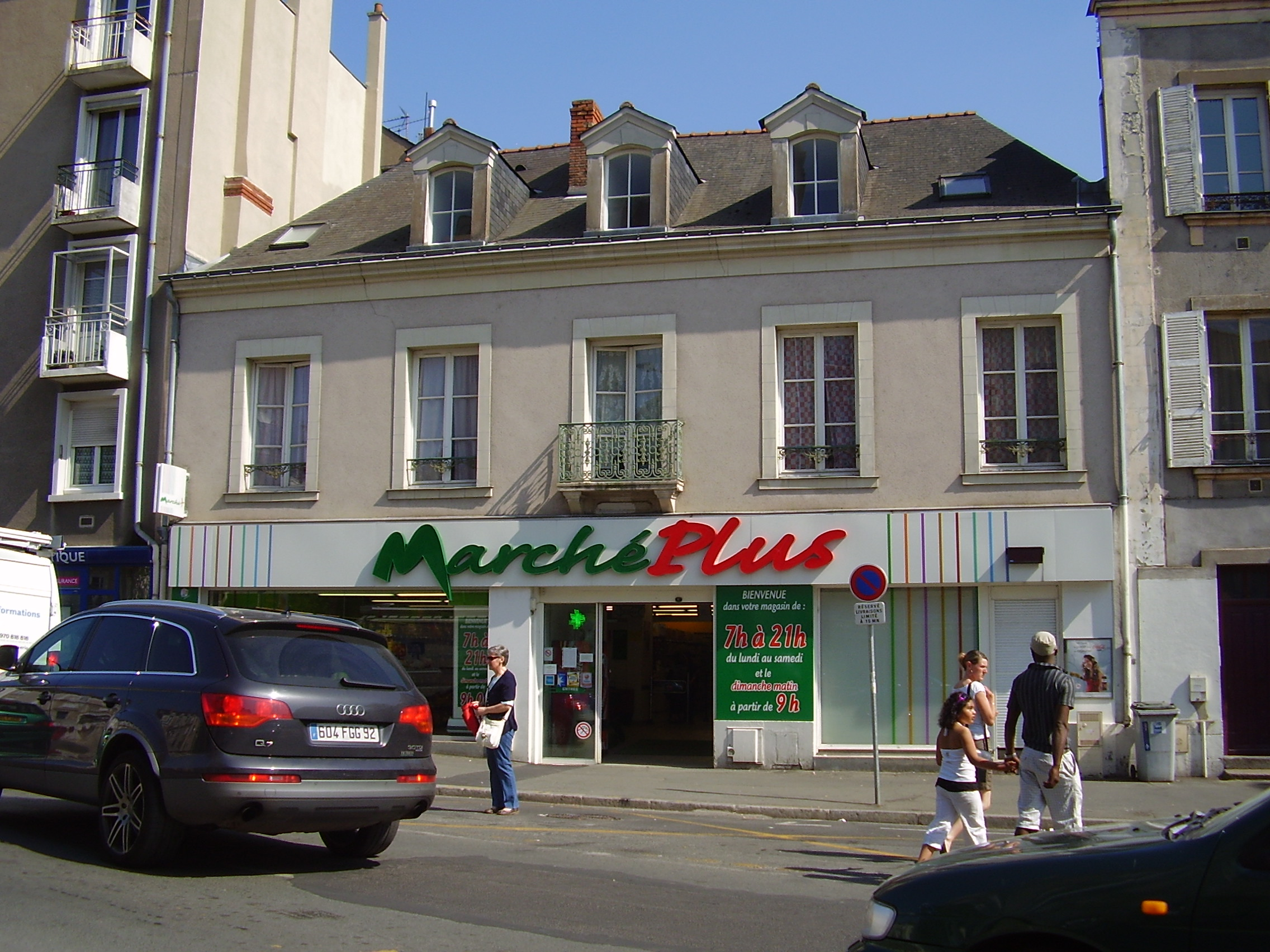
Un Marché Plus localizado en Angers.